# 加賀爪直澄
加賀爪 直澄（かがつめ なおずみ）は、江戸時代前期の旗本・大名。加賀爪上杉家8代当主。武蔵国高坂藩初代藩主。姓は加々爪とも表記する。

## 生涯
慶長15年（1610年）、加賀爪忠澄の長男として誕生。水野十郎左衛門らと徒党を組み、乱暴旗本の旗本奴として有名で、江戸の町で「夜更けに通るは何者か、加賀爪甲斐か泥棒か」と恐れられたが、幕政では家光の下で小姓を務めたのち2000石が与えられ、書院番頭・大番頭などの要職を歴任した。寛永18年（1641年）に父・忠澄が死去するとその旧領9500石を合わせて、最終的には1万1500石の大名となった。ただし相続の際、弟2人にそれぞれ1000石、500石を分知したため、1万石となったが、寛文元年に寺社奉行に就任し、同8年には3000石を加増され1万3000石となった。
茶の湯（織部流、小堀遠州にも師事）に通じ、鶴陽舎一明または名月庵鑑と号していた。
万治3年（1660年）11月25日に長男・直輔が22歳で早世したため、甥の直清を養嗣子とした。
延宝7年（1679年）6月18日に直清に家督を譲る。しかし、この相続の際の書類の不備などにより直清が成瀬正章と領地問題で争いを起こした責任を問われ、延宝9年（1681年）2月9日に改易。直澄は同年（天和元年）に土佐国に配流となり土佐新田藩4代藩主・山内豊昌に預けられた。貞享2年10月3日死去。76歳。翌4日には実兄の伊勢国神戸藩2代藩主・石川総良に預けられていた直清が死去している。
墓所は高坂藩庁（高坂館跡）の跡に建つ高済寺にある。